# Biwa
Biwa (japonsky 琵琶湖, Biwa-ko) je sladkovodní jezero v prefektuře Šiga na ostrově Honšú v Japonsku. Je to největší jezero v zemi. Nachází se v mezihorské tektonické kotlině. Má rozlohu 670,3 km². Je 63 km dlouhé a maximálně 20 km široké. Dosahuje maximální hloubky 103,8 m. Leží v nadmořské výšce 85 m.

## Pobřeží
Západní břehy jsou vysoké a východní nízké.

## Vodní režim
Z jezera odtéká řeka Jodo do Ósackého zálivu Vnitřního moře, které spojuje Japonské moře a Tichý oceán.

## Doprava
Splavné vodní kanály spojují jezero s městy Ósaka a Kjóto.